# Боронникова, Светлана Витальевна
Светла́на Вита́льевна Боро́нникова (2 декабря 1960, с. Гари, Гаринский район, Свердловская область, РСФСР) — российский генетик, доктор биологических наук (2010), профессор, заведующая кафедрой ботаники и генетики растений ПГНИУ, заведующий научно-исследовательской лабораторией молекулярной биологии и генетики Естественнонаучного института при ПГНИУ. Исследователь популяционной и молекулярной генетики растений, геномных и постгеномных технологий.
Член Русского ботанического общества, эксперт общества биотехнологов России им. Ю. А. Овчинникова.

## Биография
В 1983 году окончила биологический факультет Пермского университета, одновременно пройдя специализацию по цитологии и генетике в Новосибирском университете (1980—1983).
Кандидат биологических наук (ПГУ, 1996, диссертация «Репродуктивная биология некоторых декоративных дикорастущих видов растений Предуралья»), доцент (2001), доктор биологических наук (Институт биохимии и генетики Уфимского научного центра РАН, 2009, диссертация «Молекулярно-генетический анализ генофондов редких и исчезающих видов растений Пермского края»), профессор (2013).
С 2010 года — заведующая научно-исследовательской лабораторией молекулярной биологии и генетики Естественнонаучного института при ПГНИУ.
С 2012 года — заведующая кафедрой ботаники и генетики растений ПГНИУ.

## Научная деятельность

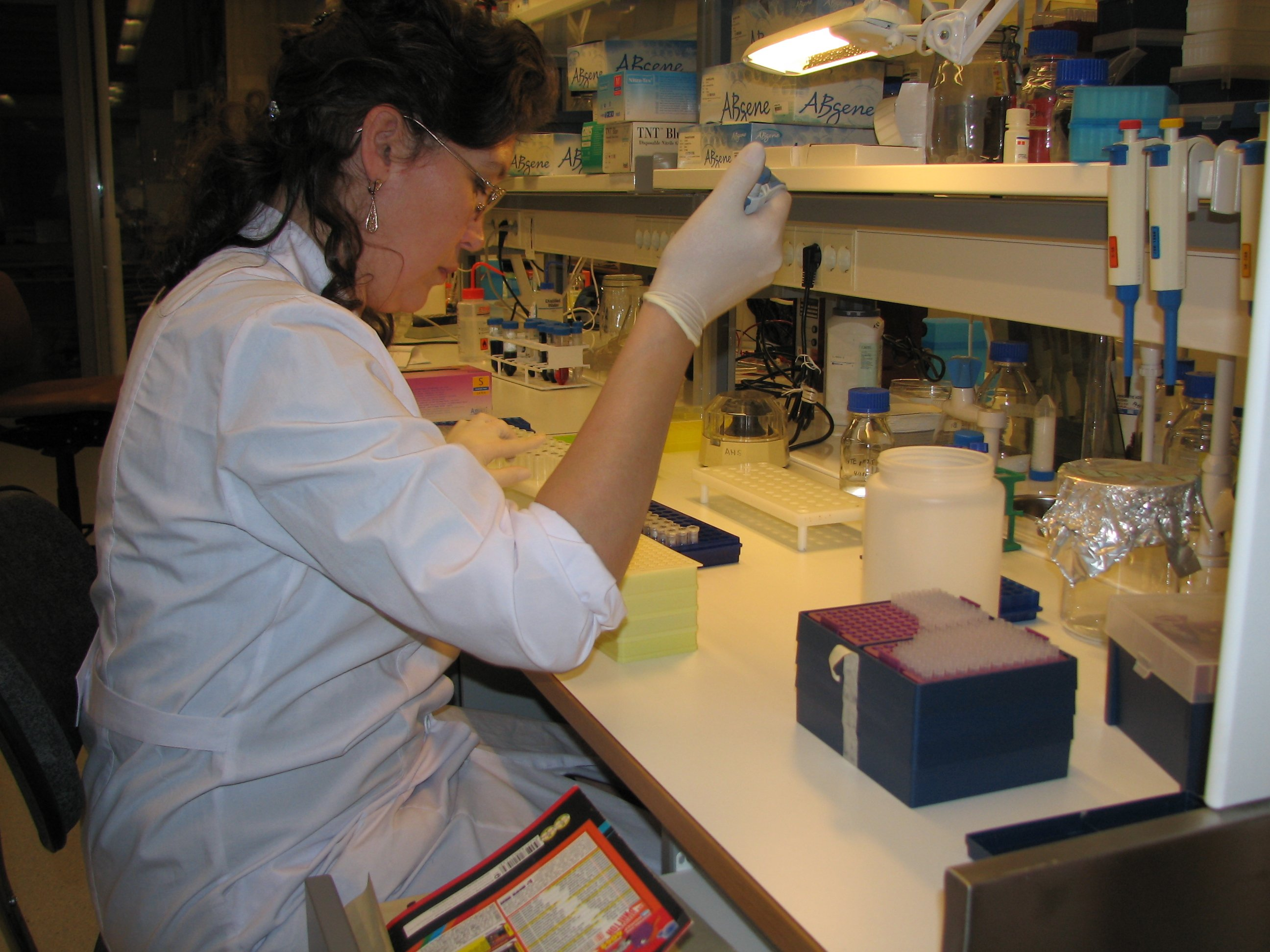
Стажировка в университете Хельсинки, 2006 год.

Основные направления научных исследований относятся к области популяционной и молекулярной генетики растений, геномных и постгеномных технологий.

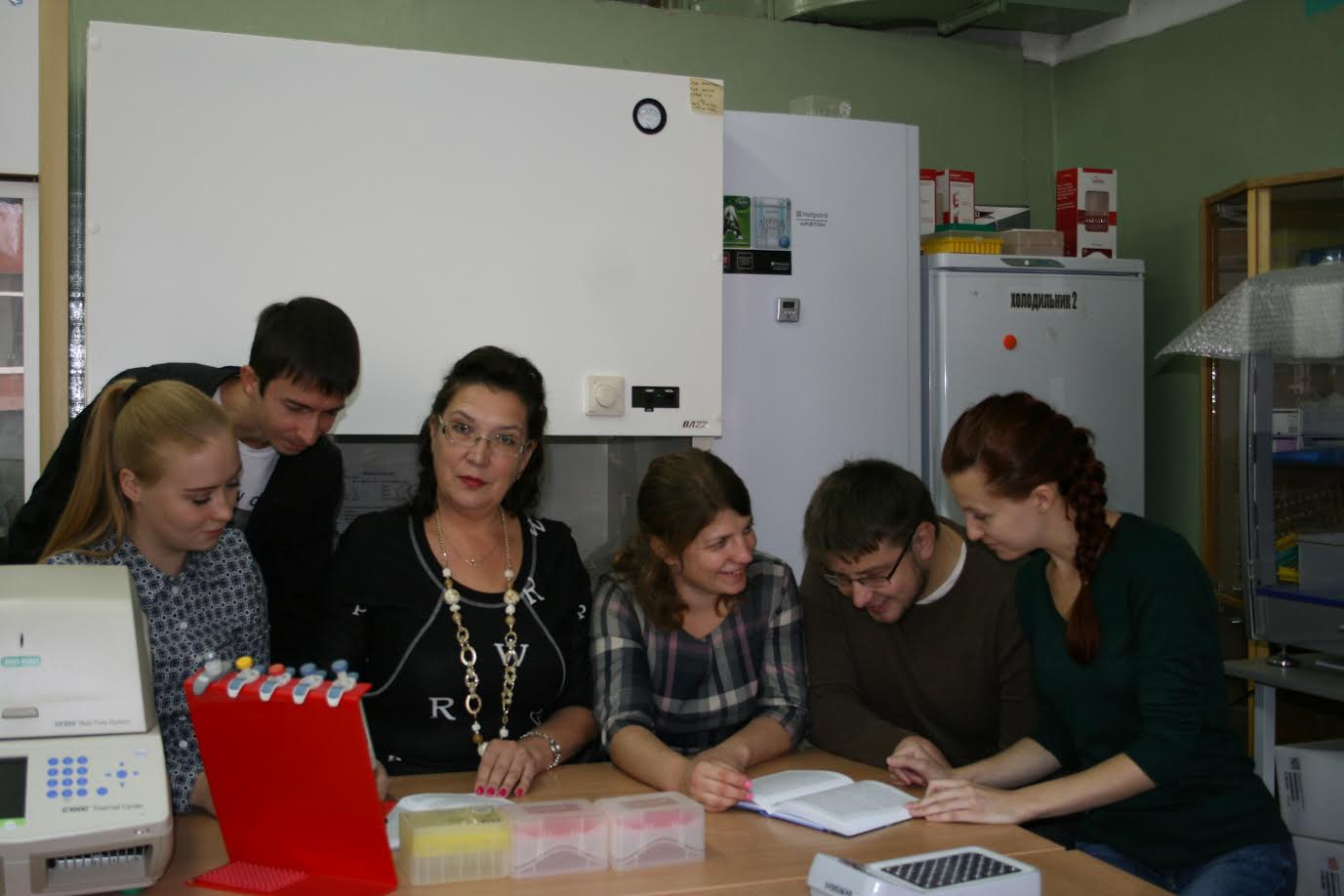
С. В. Боронникова с аспирантами, 2016 год.

Ей разработаны принципы множественного геномного маркирования растений; создана концепция и разработана технология молекулярно-генетической идентификации и оценки состояния генофондов популяций редких и ресурсных видов растений; предложена модельная система оптимизации сохранения генетической компоненты биологического разнообразия растительных сообществ. Вместе с сотрудниками выполнила большой цикл работ по молекулярно-генетической идентификации популяций древесных растений, сортов культурных растений и пород животных с использованием двух типов молекулярных маркеров, одним из которых являются SNP-маркеры. Изучены мобильные генетические элементы в геномах лекарственных растений. Проведён анализ аллельных вариантов генов, влияющих на формирование физических качеств спортсменов, занимающихся ациклическими видами спорта.
Имела стажировки за рубежом (Институт биотехнологии Университета Хельсинки — Финляндия, 2006, Institut National de la Recherche Agronomique Centre National de la Recherche Scientifique — Париж, Франция, 2011, Federal Research and Training Centre for Forests, Natural Hazards and Landscape — Вена, Австрия, 2012)
Один из руководителей научной школы «Эмбриология, генетика и биотехнология» ПГНИУ. Руководитель научного направления ПГНИУ «Геномные и постгеномные технологии».
Руководитель сектора «Геномные и постгеномные технологии» ведущей лаборатории «Микробные и клеточные биотехнологии» биологического факультета ПГНИУ.
Один из руководителей проекта «Создание биосенсора для детекции и мониторинга стойких органических загрязнителей (полихлорированных бифенилов) в компонентах окружающей среды с использованием бактериальных клеток и микрожидкостного чипа» (2014—2015) по заказу Министерства образования и науки РФ.
Неоднократно участвовала в качестве докладчика на пленарных заседаниях в крупных генетических форумах («ЕС — Россия: 7-я Рамочная программа в области биотехнологии, сельского, лесного, рыбного хозяйства и пищи», Уфа, ВОГИС «Проблемы генетики и селекции». Новосибирск, 2013, Международная конференция «Биология — наука XXI века», проведённая Обществом биотехнологов России им. А. Ю. Овчинникова. Москва, 2014, VI съезд Вавиловского общества генетиков и селекционеров (ВОГиС) . Ростов-на-Дону, 2014, и др.).
Имеет патент «Способ молекулярно-генетической идентификации популяций древесных видов растений» Патент на изобретение РФ № 2012119341 от 11.05.2012.
Под её руководством было защищено 5 диссертаций на соискание учёной степени кандидата биологических наук (специальности «Генетика», «Ботаника», «Экология»).
Член Русского ботанического общества, эксперт общества биотехнологов России им. Ю. А. Овчинникова, проекта «Разработка дорожных карт по приоритетным направлениям развития научно-технологического и инновационного развития РФ» Министерства образования и науки РФ, проект Министерства образования и науки РФ «Карта Российской науки», эксперт по технологическому прогнозированию Министерства промышленности, предпринимательства и торговли Пермского края. Проф. С. В. Боронникова входит в базу ведущих российских экспертов Министерства экономического развития РФ, эксперт проектов РФФИ_урал, член Совета по присуждению премий и именных стипендий Пермского края.

#### Членство в учёных советах, других государственных и общественных ассоциациях
- Член Российского ботанического общества.
- Член Совета по присуждению премий и именных стипендий Пермского края.
- Член учёного совета биологического факультета Пермского государственного университета.
- Член учёного совета Естественнонаучного института при ПГУ.
- Член Общества биотехнологов России им. Ю. А. Овчинникова.

#### Опыт экспертизы проектов и программ
- Эксперт РФФИ_урал.
- Эксперт Общества биотехнологов России им. Ю. А. Овчинникова, проект «Разработка дорожных карт по приоритетным направлениям развития научно-технологического и инновационного развития РФ» Министерства образования и науки РФ.
- Эксперт проекта Министерства образования и науки РФ «Карта Российской науки».
- Эксперт по технологическому прогнозированию Министерства промышленности, предпринимательства и торговли Пермского края.
- Ведущий российский эксперт Министерства экономического развития РФ.

#### Руководство и участие в выполнении научных проектов
1. РФФИр_урал _а № 07-04-96032 «Динамика генетического разнообразия и структуры популяционных систем ресурсных растений Пермского края при антропогенных воздействиях». 2007—2009 гг.
2. РФФИр_урал _а № 07-04-96016 «Влияние нефтяных загрязнений почв на популяции микроорганизмов и растений Пермского края». 2007—2009 гг.
3. Грант «Новые технологии оценки генетического разнообразия как основы биологического разнообразия популяционных систем ресурсных растений при естественных колебаниях и антропогенной трансформации среды» аналитической ведомственной целевой программы «Развитие научного потенциала высшей школы», Министерство образования и науки РФ, 2010—2012 гг.
4. Грант «Анализ высокопродуктивных популяций хвойных видов растений Пермского края на основе результатов молекулярного маркирования их геномов» АВЦП «Развитие научного потенциала высшей школы», Министерство образования и науки РФ, 2011 г.
5. Проект «Оценка состояния генофондов и популяционных систем ресурсных видов растений при естественных колебаниях и антропогенной трансформации среды с использованием новых геномных и биоинформационных технологий», Министерство образования и науки РФ, 2012—2013 гг.
6. Проект «Молекулярно-генетический анализ и оценка состояния популяционных систем ресурсных видов растений в связи с задачами их сохранения и рационального использования» (базовая часть госзаказа Министерство образования и науки РФ), 2013-2016 гг.
7. ФЦП «Исследования и разработки по приоритетным направлениям развития научно-технологического комплекса России на 2014—2020 годы»
8. Проект «Создание биосенсора для детекции и мониторинга стойких органических загрязнителей (полихлорированных бифенилов) в компонентах окружающей среды с использованием бактериальных клеток и микрожидкостного чипа», 2013—2014 гг.

#### Участие в международных проектах
- РФФИ АНФ_з № 08-04-92673 "Участие в российско-австрийском семинаре «Молекулярно-генетические маркеры, филогеография и популяционная генетика для устойчивого лесного хозяйства: Евроазиатская перспектива». 2008—2009 гг.
- «ЕС — Россия: 7-я Рамочная программа в области биотехнологии, сельского, лесного, рыбного хозяйства и пищи» в рамках Федеральной целевой программы «Научные и научно-педагогические кадры инновационной России». 2009—2013 гг.

## Академические и иные награды
- Премия по итогам конкурса на лучшую научно-исследовательскую работу среди ведущих учёных ПГУ в области биологии, 2009 г.
- Награждена медалью имени Н. И. Вавилова РАЕН за выдающийся вклад в развитие биологической науки, генетики, селекции и растениеводства, 2013 г.
- Звание «Почётный работник Высшего профессионального образования Российской Федерации» (2013).

## Избранные работы

### Монографии
1. Красная книга Пермского края / М. А. Бакланов, С. В. Баландин, Т. П. Белковская, В. Д. Белоногова, С. В. Боронникова и др. Под общ. ред. А. И. Шепеля. Пермь: Книжный мир, 2008. 256 с.
2. Боронникова С. В. Молекулярно-генетическая идентификация и паспортизация редких и находящихся под угрозой уничтожения видов растений. Пермь: Перм. университет, 2008. 120 с.
3. Боронникова С. В. Молекулярно-генетический анализ и оценка состояния генофондов ресурсных видов растений Пермского края. Пермь: Перм. гос. нац. исслед. университет, 2013. 223 с.

### Учебные пособия
- Боронникова С. В. Молекулярная генетика. Учеб.-метод.пособие / под ред. С. В. Боронниковой; Перм.университет. Пермь, 2007. 150 с.
- Боронникова С. В. Новые генетические технологии и биобезопасность : учебное пособие для студентов, обучающихся по магистерской программе «Генетика» направления подготовки «Биология» / С. В. Боронникова ; М-во образования и науки Российской Федерации, Федеральное гос. бюджетное образовательное учреждение высш. проф. образования «Пермский гос. нац. исслед. университет». Пермь : Пермский гос. нац. исслед. университет, 2012. 141 с.
- Боронникова С. В. Актуальные проблемы генетики [Текст] : учебное пособие для студентов биологического факультета, обучающихся по направлению «Биология» / [С. В. Боронникова и др.]; под общ. ред. С. В. Боронниковой ; М-во образования и науки Российской Федерации, Пермь : Пермский гос. нац. исслед. университет, 2013. 125 с.
- Биоинформатика: учеб. пособие / М. А. Данилова, Б. Э. Ульссон, С. В. Боронникова, Е. Г. Плотникова, Н. Н. Бельтюкова, Ю. С. Нечаева; под общ. ред. М. А. Даниловой; Перм. гос. нац. исслед. университет. Пермь, 2015. 128 с.

### Статьи в научных журналах

#### ScopusиWeb of Science
1. Boronnikova S. V., Tichomirova N. N., Dribnokhodova O. P. Kokayeva Z. G., Gostimsky S. A. Analysis of DNA-polymorphism of the relict species of Ural large-flowered foxglove (Digitalis grandiflora Mill.) inferred from RAPD- and ISSR-markers // Russian Journal of Genetics. 2007. Vol.43, № 5. P.530-535.
2. Boronnikova S. V. Genetic Variation in Ural Populations of the Rare Plant Species Adenophora lilifolia (L.) DC. inferred from ISSR-markers // Russian Journal of Genetics. 2009. Vol. 45, № 5. P. 573—576.
3. Boronnikova S. V., Kalendar R.N. Using IRAP-markers for Analysis of Genetic Variability in Populations of Resource and Rare Species of Plants // Russian Journal of Genetics. 2010. Vol. 46, № 1. P. 36-42.
4. Svetlakova T.N., Boboshina I.V., Boronnikova S.V., Nechaeva Yu.S. An ecological and genetic analysis of population structure Populus tremula L. in Perm region // Russian Journal of Genetics: applied researches. 2013. Vol. 3, № 5. Р. 382—387.
5. Боронникова С. В., Тихомирова Н. Н., Кравченко О. А. Анализ внутри и межпопуляционного генетического разнообразия редкого лекарственного вида Adonis vernalis L. с использованием IRAP-маркеров // Сельскохозяйственная биология. 2010. № 1. С. 22-26. (Scopus).
6. Svetlakova T. N., Boboshina I. V., Boronnikova S. V., Nechaeva Yu.S. An ecological and genetic analysis of population structure Populus tremula L. in Perm region // Russian Journal of Genetics: applied researches. 2013. Vol. 3, № 5. Р. 382—387.
7. Бобошина И. В., Боронникова С. В. Аллельные варианты Waxy-генов сортов пшеницы мягкой, возделываемых в Пермском крае и в Республике Башкортостан // Вавиловский журнал генетики и селекции. 2013. Т. 17, № 3. С. 535—540. (Web of Science).
8. Svetlakova T. N., Boronnikova S. V., Yanbaev Yu. A. Genetic diversity and differentiation in Ural populations of the aspen, Populus tremula L., as revealed by inter-simply sequence repeat (ISSR) markers // Silvae Genetica. 2014. V. 63. № 1-2. P. 39-41.
9. Vidyakin A.I., Boronnikova S.V., Nechayeva Y.S., Pryshnivskaya Ya.V., Boboshina I.V. Genetic variation, population structure, and differentiation in scots pine (Pinus sylvestris L.) from the northeast of the Russian plain as inferred from the molecular genetic analysis data // Russian Journal of Genetics (2015) 51: 1213. doi:10.1134/S1022795415120133
10. Shumkova E. S., Egorova D. O., Boronnikova S. V., Plotnikova E. G. Polymorphism of the bphA genes in bacteria destructing biphenyl/chlorinated biphenils // Molecular Biology (2015) 49: 569. doi:10.1134/S0026893315040159

#### ВАК
1. Боронникова С. В., Календарь Р. Н. Использование IRAP-метода для анализа генетической изменчивости популяций ресурсных и редких видов растений // Генетика. 2010. Т. 46, № 1. С. 44-50.
2. Боронникова С. В., Тихомирова Н. Н., Кравченко О. А. Оценка внутри и межпопуляционного генетического разнообразия редкого лекарственного вида Adonis vernalis L. с использованием IRAP-маркеров // Сельскохозяйственная биология. 2010. № 1. С. 22-26.
3. Боронникова С. В., Тихомирова Н. Н., Смирнова А. В. Генетико-популяционные исследования Adonis sibirica Patrin ex Ledeb. (Ranunculaceae) c помощью IRAP-маркеров // Ботанический журнал. 2010. Т. 95, № 8. С. 1107—1115.
4. Боронникова С. В., Кокаева З. Г., Тихомирова Н. Н., Смирнова А. В., Бойкова А. А. Молекулярно-генетический анализ популяций Adonis sibirica Patrin ex Ledeb. на основании полиморфизма ISSR-маркеров // Успехи современной биологии. 2010. Т. 130, № 5. С.481-486.
5. Шестакова Е. А., Назаров А. В., Ананьина Л. Н., Боронникова С. В. Влияние клевера и овсяницы на очистку почвы, загрязнённой углеводородами // Вестник Уральской медицинской академической науки. 2011. № 4/1.  С. 185—186.
6. Янбаев Ю. А., Габитова А. А., Боронникова С. В. Экологическая обусловленность межпопуляционной генетической дифференциации дуба черешчатого на Южном Урале // Вестник БГАУ. 2012. № 2. С. 63-65.
7. Светлакова Т. Н., Бобошина И. В., Нечаева Ю. С., Боронникова С. В. Генетическая дифференциация популяций Populus tremula L. в Пермском крае на основании полиморфизма ISSR-маркеров // Аграрный Вестник Урала. 2012. № 3 (95). С.11-13.
8. Бобошина И. В., Боронникова С. В. Изучение генетического полиморфизма некоторых сортов Triticum aestivum L. с использованием ISSR-маркеров // Аграрный вестник Урала. 2012. № 5 (97). С. 19-20.
9. Королёва Ю. А., Смолин А. М., Бобошина И. В., Светлакова Т. Н., Боронникова С. В. Микроклональное размножение видов рода Populus // Вестник Удмуртского университета. 2012. Вып.3. С. 50-54.
10. Светлакова Т. Н., Бобошина И. В., Боронникова С. В., Нечаева Ю. С. Эколого-генетический анализ популяционной структуры Populus tremula L. в Пермском крае // Экологическая генетика. 2012. Вып.3. С. 43-47.
11. Светлакова Т. Н., Боронникова С. В. Бобошина И. В. Детекция однонуклеотидных замен (SNP) в геноме Populus tremula L. в Пермском крае // Вестник биотехнологии и физико-химической биологии имени Ю. А. Овчинникова. 2012. Т. 8. № 2. С. 43-47.
12. Бобошина И. В., Боронникова С. В. Идентификация перспективных для Урала сортов пшеницы мягкой с использованием межмикросателлитного анализа полиморфизма ДНК // Фундаментальные исследования. 2013. № 6. Ч. 1. С. 92-97.
13. Янбаев Ю. А., Боронникова С. В., Светлакова Т. Н., Кочева Л. С., Карманов А. П., Загирова С. В. Популяционно-генетический анализ осины как основа отбора растительного материала с целью плантационного выращивания для целлюлозно-бумажной промышленности // Вестник БГАУ. 2013. № 2. С. 62-64.
14. Бобошина И. В., Боронникова С. В. Аллельные варианты Waxy-генов сортов пшеницы мягкой, возделываемых в Пермском крае и в Республике Башкортостан // Вавиловский журнал генетики и селекции. 2013. Т. 17, № 3. С. 535—540.
15. Нечаева Ю. С., Боронникова С. В., Юсупов Р. Р., Хайнце Б. Изучение полиморфизма ISSR-маркеров в природных искусственных популяциях лиственницы // Фундаментальные исследования. 2013. № 6, Ч. 6. C. 1426—1431.
16. Нечаева Ю. С., Боронникова С. В., Видякин А. И., Пришнивская Я. В., Юсупов Р. Р. Молекулярно-генетический анализ популяций хвойных видов растений на Урале и востоке европейской части России для сохранения и возобновления лесных ресурсов // Известия Самарского научного центра Российской академии наук. 2014. Т. 16. № 1(3). С. 878—882.
17. Янбаев Ю. А., Боронникова С. В., Ахметов А. Р., Нечаева Ю. C., Пришнивская Я. В. Информативность ISSR-маркеров для выявления генетического разнообразия клёна остролистного на Южном Урале // Вестник Оренбургского государственного университета. 2014. № 6 (167). C. 94-97.
18. Нечаева Ю. С., Боронникова С. В., Пришнивская Я. В., Чумак Е. И., Юсупов Р. Р. Анализ полиморфизма ISSR-PCR маркеров и генетической структуры некоторых популяций лиственницы сибирской на Урале // Современные проблемы науки и образования. 2014. № 6.
19. Мартыненко Н. А., Ахметов А. Р., Боронникова С. В., Нечаева Ю. С., Пришнивская Я. В., Никоношина Н. А. Генетическая дифференциация на основании полиморфизма микросателлитных маркеров популяций тополя чёрного на Среднем и Южном Урале // Известия самарского научного центра Российской академии наук, том 17, № 2(6), 2015. С. 1349—1354.
20. Шумкова Е. С., Егорова Д. О., Плотникова Е. Г., Боронникова С. В. Полиморфизм pbhA генов бактерий деструкторов бифенила/хлорированных бифенилов // Молекулярная биология. 2015. Т.49, № 12. С. 638—648.
21. Видякин А. И., Боронникова С. В., Нечаева Ю. С., Пришнивская Я. В., Бобошина И. В. Генетическая изменчивость, структура и дифференциация популяций сосны обыкновенной (Pinus sylvestris L.) га севере-востоке Русской равнины по данным молекулярно-генетичского анализа // Генетика. 2015. Т. 51, № 12. С. 1401—1409.

#### Иные публикации
- Боронникова С. В. Научно-исследовательская лаборатория молекулярной биологии и генетики // Естественнонаучный институт Пермского университета: история и современность / под. общ. ред. Е. Л. Пидэмского. Пермь: ПГНИУ, 2013. 158 с.